# 四国地方のローカルヒーロー一覧
四国地方のローカルヒーロー一覧（しこくちほうのローカルヒーローいちらん）は、四国地方を拠点とするローカルヒーローの一覧記事である。

## 徳島県
- 見殺し戦隊アフロ5 - 近畿地方や四国地方で活躍中のパフォーマンス系の戦隊もの。徳島県池田町の出身である。
- マネっこ戦隊ポーズマン! - 徳島市にある徳島県立近代美術館のローカル戦隊もの。アフロ5と共演したことも。
- 蒼竜神マヴェル - 個人活動だが、ステージショーも行う[1]。
- 徳・得戦隊トクシマン
- 渦戦士エディー - 県内でキャラクターショーを行っている。
- 保育士ヒーロー・ブレイク - ウェイバックマシン（2011年10月10日アーカイブ分）- 徳島県内の保育園でショーを行っている。
- 発電戦隊デンキマン - 四国電力グループのキャラクター。阿南市のWaンダーランド発電所見学会に主演している。

## 香川県
- 爆烈海洋戦隊ドルフィンジャー - 屋島山上にある新屋島水族館のイルカライブで活躍するローカルヒーロー。世界の海の暗黒化を企むダークシーシャドウ軍と闘う戦士。ドルフィンレッド（瀬戸カイ：人間）ドルフィンブルー（ハッチ：イルカ♂）ドルフィンイエロー（テティス：イルカ♀）、そしてブラックと共に世界の海の平和を守っている。ヒーローショー仕立てのイルカライブは土曜、日曜、祝日の12時30分と15時30分で行われている（雨天の場合は中止）
- 爆笑戦士ソルトマン - 宇多津町の平和を守るローカルヒーローで、宇多津商工会青年部が企画、出演。主人公の「声がハスキーで子沢山」な中年サラリーマン・弘樹がピンチの時、地元の特産品「塩飴」をなめることで変身する。脇を固めるキャラクターにソルトマンの師匠・ミスター武道、フラワーマンにも変身する花屋の青年・武志や、悪役としてホネホネ男爵、テサキング、ブラックジョーカーなどがいる。ケーブルテレビ局・香川テレビ放送網の番組、We Are The Utazuの中で放映されている
- エコレンジャー - 高松市のローカル戦隊。リサイクルショップの店員が扮装している。
- JAマン - JA香川県が企画したゆるキャラタイプのローカルヒーローで2001年に誕生[2]。
- 石匠庵神（せきしょうあじん）レムジア - 高松市、石材業界のローカルヒーロー。石工の作業スタイルをヒーローモードにチェンジ（石匠変化）させて戦う。石工の青年、香川蒼磨（レムブルー）とその先祖、紅研（レムレッド）が宝玉・玉石を狙う敵、荒硬月（あらかたつき）荒岩断（あらいわだち）と戦う。幸せへの感謝と人と人の絆の大切さを子供達に伝える。名前の由来は庵治石の産地、庵治町、牟礼町から。
- うどん騎士テウチオン - 讃岐うどんをモチーフとしたオリジナルヒーロー。映像コンテンツを主体としてうどん県高松市のご当地ヒーローを目指す。 うどんの力「手打力エネルギー」で起動、「超合金テウチウム」に覆われたアーマーを装着して「悪霊軍団 死国」と戦う。2011年に制作したPVは「LOVE LOCAL：地元CM コンテスト2011」にてエリア選抜四国代表として最終選考作品に選ばれる。2012年3月に自主製作映画を製作、タレントの藤波心が友情出演。

## 愛媛県
- マツヤマン - 松山市。みかんアーマーをまとったヒーロー。戦う事より松山を宣伝することを中心に活動。
- エコレンジャー～Ehime CO2防止レンジャー～ - 松山市のえひめエコ・ハウスによる環境啓発目的のマスコットキャラクター。
- こども防犯戦士イカノオスシダー - 松山市の伊予銀行が企画した[3]。
- 健康戦隊 元気ジャー - 伊予市健康保険課のマスコットキャラクター。健康に関する活動が目的。
- 路面ライダー - 伊予鉄道株式会社のイメージキャラクター。
- 未来戦隊JCレンジャー - 大洲市のローカル戦隊。
- 素麺戦隊ゴシキメン - 東温市。寛永12年創業の老舗素麺メーカー 五色そうめん森川 のイメージキャラクター。

## 高知県
- 司馬天聖 龍マックス（りょうマックス） - 高知の豊かさを守り、高知の魅力を発信するために古（いにしえ）より現れたヒーロー。
- GAIレンジャー - 高知市の大橋通り商店街振興組合によるローカル戦隊。商店街の活性化が目的。
- 後免戦隊ゴメンジャー - 南国市後免町商店街によるローカル戦隊。
- なべラーマン - 須崎市のヒーロー。キャラクターデザイン:やなせたかし。